# Les Robins des Bois
Pour les articles homonymes, voir Robin des Bois (homonymie).
Les Robins des Bois sont une troupe de comédiens formée en 1996 sous le nom The Royal Imperial Green Rabbit Company. Elle change de nom pour devenir Les Robins des Bois après le succès de la pièce Robin des Bois, d'à peu près Alexandre Dumas (mise en scène par Pierre-François Martin-Laval dit Pef).

## Historique
Ses membres se rencontrent au cours de théâtre d'Isabelle Nanty au Cours Florent, entre 1989 et 1990. La troupe est composée de :
- Pierre-François Martin-Laval dit Pef ;
- Marina Foïs ;
- Maurice Barthélemy ;
- Pascal Vincent ;
- Élise Larnicol ;
- Jean-Paul Rouve.

Dominique Farrugia et Catherine Mahéo (alors directrice du théâtre de la Gaîté Montparnasse) les remarquent avec leur pièce, Robin des bois d'à peu près Alexandre Dumas, en 1996 à Fontainebleau, et ensemble les produisent au théâtre de la Gaîté-Montparnasse puis au Splendid en 1997. Ils jouent la pièce près de 250 fois. Dominique Farrugia les choisit alors pour participer à La Grosse Émission, sur la chaîne Comédie ! qu'il vient de créer. De novembre 1997 à juin 1999, ils produisent pas moins de quatre sketches et un pré-générique par jour, alternant de nombreux personnages : ainsi, Marina est Sophie Pétoncule, Pef est Pouf le Cascadeur ou Jean-Paul Rouve est Monsieur Van de Velde. Leur humour s'inspire des Monty Python pour le non-sens ; la réutilisation constante de personnages est également une de leur bases, ce qui amène de nombreux running gags, tels le physique ingrat pour Élise, ou l'absence de talent pour Pascal.
En septembre 1999, les Robins des Bois partent pour Canal+, où ils participent à Nulle part ailleurs, la première année avec les mêmes sketchs et personnages qu'à Comédie (même si certains, comme Houdin le magicien disparaissent) et des nouveautés comme la SDA (Société Destructrice des Animaux, qui créera un scandale auprès de la SPA, malgré le manque de réalisme des fausses destructions).
En septembre 2000, ils créent L'instant norvégien en semaine, parodie de la télévision en général, et de plus une émission en carte blanche le samedi soir à 20h45 : La Cape et l'Épée. Alors que les Robins commencent à faire leur place, Nulle Part Ailleurs s'arrête et La Cape et l'Épée baisse en audience ; les Robins arrêtent dès lors leurs sketchs télévisuels.
En 2001, ils décident de se consacrer au cinéma, sauf Maurice Barthélemy qui joue d'abord dans la série Le 17 avec Jean-Paul Rouve puis crée en 2002 Faut-il ? (ils étaient déjà tous apparus dans le film Serial Lover avec Michèle Laroque.) C'est ainsi que sort RRRrrrr!!! le 28 janvier 2004, réalisé par Alain Chabat et avec Gérard Depardieu. Le film, âprement critiqué par certains journaux (comme Le Parisien, qui n'hésite pas à titrer un implacable « NUL! » dans sa Une) est considéré comme un échec malgré ses trois millions de spectateurs[réf. souhaitée] (Astérix et Obélix : Mission Cléopâtre, précédent film d'Alain Chabat, avait totalisé plus de quatorze millions d'entrées). Par la suite, ils sortent un livre fin 2004 : L'Histoire de France de avant à maintenant, qui connaît un meilleur accueil que le film. Pendant l'écriture, Maurice Barthélemy écrit et réalise son premier film, Casablanca Driver, dans lequel joue toute la troupe.
En 2005, chacun des membres de la troupe se consacre à une carrière solo, mais sans s'interdire des retrouvailles artistiques. En mars 2006, lors d'un chat sur Allociné, Pierre-François Martin-Laval affirme que Les Robins des Bois sont bel et bien séparés.
En 2008, Pierre-François Martin-Laval donne une interview lors du retour de La Grosse émission sur Comédie ! pour les dix ans de la chaîne (il est depuis lors le seul Robin participant aux émissions anniversaires) pour le blog généraliste Débactu. Il dit penser à un éventuel retour avec la troupe tout en sachant que, pour diverses raisons, il serait difficile à concrétiser.

## Quelques personnages et sketchs récurrents
- Sophie Pétoncule (Marina Foïs) : une jeune femme naïve et imbécile qui se fait systématiquement remarquer par sa bêtise avant de se faire intimer l'ordre de quitter les lieux (1997-2001).
- Radio Bière Foot (Jean-Paul Rouve et Maurice Barthélemy) et sa « suite » Télé-Radio-Bière-Foot : deux alcooliques, Dédé et Marcel, originaires du Nord-Pas-de-Calais, présentent une radio pirate centrée sur la bière et le football, émise depuis le bar de Dédé. On revoit ces personnages dans d'autres sketchs (au musée, à l'hôpital, au Photomaton, etc.), entre 1997 et 2001.
- Pouf le cascadeur (Pef) : un cascadeur présente des prouesses qu'il rate systématiquement et se rattrape en expliquant que « c'est exactement ce qu['il] voulai[t] faire ! » (1997-2001).
- Star Private Life (Bee Gees, Pow Wow, Gypsy Kings, I Muvrini) avec Marina Foïs en animatrice (exception pour les Pow Wow avec Laurent Boyer en invité) et les trois ou quatre garçons en chanteurs (1998-2000).
- Maître Marcadet (Pef et Marina) : un avocat incompétent qui passe plus de temps à brutaliser sa secrétaire Sylvie ou à partir dans des délires qu'à la Cour, et qui conclut ses sketchs en jouant de la flûtine (1997-2000).
- Cassius (Maurice Barthélemy) : Un enfant insupportable face à diverses situations de la vie quotidienne. Signe particulier : possède un ballon (1997-1999).
- C'est pas facile facile (1997-2000).
- Classe, pas classe : différentes situations où la troupe dit ce qu'il est "classe" (correct) ou pas de faire dans ce cas (1997-2000).
- La cape et l'épée : une parodie des feuilletons médiévaux (1997-2001).
- Le Commissaire Van Loc (Pef) : une parodie de la série Van Loc : un grand flic de Marseille dans laquelle le commissaire Georges Nguyen Van Loc jouait son propre rôle (1997-2000).
- La société destructrice des animaux (Jean-Paul Rouve), entre 1999 et 2000.
- Slip ou pyjama (Jean-Paul Rouve en animateur et les autres font les invités) : une parodie des débats télévisés programmés à des heures tardives, où tous sont en sous-vêtements ou en tenues de nuit (1997-2000).
- M. Merdocu (Pef) : un homme au physique ingrat et très malchanceux qui essaie de nouer des relations, sans succès. Il est pitoyable de par ses blagues, ses tentatives de drague (Il demande à un photomaton si ça l'intéresserait d'aller prendre un kir dans un campanile le plus proche) et ses insultes, dignes d'un enfant de 5 ans. Il n'a aucune force persuasive. (1997-2000)
- Feuilleton 2000 puis Futur 2000. (1998-2000)
- Father Tom (Maurice Barthélemy) : Un prêtre américain qui détourne la religion en business. (1997-2000)
- Intimité et histoire et intimité et histoire… (Marina Foïs en voix-off), entre 1997 et 2000.
- Nose to Nose Live (Maurice Barthélemy et Pascal Vincent la plupart du temps, parfois Jean-Paul et une fois Élise) : un débat où Maurice cherche à faire avouer un personnage historique accusé de crimes du véritable nombre de ses victimes, avec pour sanction s'il ment de lui cracher au visage de la nourriture avariée ou peu appétissante. (1997-2001)
- Gym Kilos (Marina Foïs) : un programme qui propose de faire exercices de gymnastique tout en mangeant des plats très lourds (2000-2001)
- Frih Deh Bi De Uh (Maurice Barthélemy et Marina Foïs ou Jean-Paul Rouve) : un candidat français se retrouve choisi par un présentateur de jeu télévisé néerlandais sans rien connaître des règles, parfois très cruelles (2000-2001)
- Les recettes de Mme Marcadet (Pef et Marina), entre 1997 et 2000.
- 3 Questions Pour... (Jean-Paul Rouve en animateur), entre 2000 et 2001.
- Une idée, un yaourt : débat politique avec pour seule contrainte avoir du yaourt plein la bouche pour prendre la parole.
- Thérapie de groupe (Maurice Barthélemy) : plusieurs personnes se réunissent pour tenter de vaincre leurs TOC avec un thérapeute, lui aussi très atteint… (entre 1997 et 2001, devenu la dernière année Thérapie de Groupe Collective Tous Ensemble).
- Réunion de consommateurs (Jean-Paul en directeur) : plusieurs personnes réunies par un point commun doivent goûter un produit assez peu appétissant... (1997-2000)
- Grands procès de l'histoire (Pef en animateur, Jean-Paul Rouve en juge, les autres dans différents rôles) : Une reconstitution de procès de personnages historiques (Raspoutine, Jeanne d'Arc, Landru) ou de fiction (Oui-Oui, Coin-coin), entre 1997 et 2000.
- 34e Rencontres de la musique de Montecarlo de Paris (Jean-Paul Rouve anime, Pascal Vincent chante). (1997-2001 : devenu Clé de Rut pour la dernière saison, animé par Marina)
- 34e Gala de magie de Montecarlo de Paris, avec Houdin le magicien (Maurice Barthélemy, présenté par Jean-Paul Rouve), entre 1997 et 1999.
- Le plus grand hôpital du monde (1997-2000).
- The Natural Show : une parodie de la série Friends (1997-2000).
- Bide et musique (Maurice Barthélemy et Pascal Vincent), entre 1997 et 2000.
- Ma vie c'est de la merde (et je l'échangerais bien contre celle du roi du Maroc) (Marina Foïs ou Jean-Paul Rouve) (2000-2001).
- L'aspichat (Maurice Barthélemy) : Maurice Barthélemy invite ses amis à découvrir cet appareil qui consiste à aspirer les « déjections canines de chat » mais l'évacuation laisse à désirer (1997-2000).
- L'instant norvégien, entre 2000 et 2001.

## Filmographie commune
- 1997 : Serial Lover de James Huth
- 1999 : Trafic d'influence de Dominique Farrugia
- 2001 : La Stratégie de l'échec de Dominique Farrugia (Maurice Barthélemy et Jean-Paul Rouve)
- 2001 : La Tour Montparnasse infernale de Charles Nemes : Pef et Marina Foïs
- 2002 : Astérix et Obélix : Mission Cléopâtre d'Alain Chabat (absente : Élise Larnicol)
- 2003 : Le Raid de Djamel Bensalah (Maurice et Marina)
- 2004 : RRRrrrr!!! d'Alain Chabat
- 2004 : Un petit jeu sans conséquence (Marina Foïs et Jean-Paul Rouve)
- 2004 : Casablanca Driver de et avec Maurice Barthélemy
- 2005 : Papa de Maurice Barthélemy
- 2006 : Essaye-moi de et avec Pierre-François Martin-Laval (absent : Jean-Paul Rouve)
- 2011 : Low Cost de Maurice Barthélemy

## Vidéographie
- 1998 : Robin des Bois d'à peu près Alexandre Dumas
- 2000 : Les Robins des Bois sont des cons (Florilège de sketches 1)
- 2000 : Les Robins des Bois sont toujours des cons (Florilège de sketches 2)
- 2001 : Un demi-siècle d'humour* (édition DVD des deux Florilèges de Sketches)
- 2001 : L'instant norvégien des Robins des Bois
- 2004 : La Cape et l'Épée (Tome 1)
- 2005 : La Cape et l'Épée (Tome 2)

### Articles
- Thomas Destouches, « Mais où sont passés les Robins des Bois ? », Télécâble Sat Hebdo N° 1415, SETC, Saint-Cloud, pp.22,  (ISSN 1280-6617)